# Quatrième secteur de Marseille
Le IVe secteur de Marseille comprend les 6e et le 8e arrondissements de la ville.

## Histoire
La loi n°75-1333 du 31 décembre 1975 regroupe les arrondissements de Marseille pour l'élection du conseil municipal : le IVe secteur est alors composé des 8e et le 9e arrondissements.
La loi PLM de 1982 dote les secteurs de conseils et maires élus. Le IVe secteur est redécoupé et comprend depuis les 6e et 8e arrondissements.
La loi de 1987 n'affecte pas ce découpage.

## Politique
Le conseil du IVe secteur compte 45 membres, dont 15 siègent également au conseil municipal de Marseille.
Le secteur est traditionnellement acquis à la droite.
| Arrdt.                   | Élection | Nom                                                                                       | Parti | Parti       |
| ------------------------ | -------- | ----------------------------------------------------------------------------------------- | ----- | ----------- |
| 6e et 8e arrondissements | 1983     | Jean-Claude Gaudin                                                                        |       | UDF-PR      |
| 6e et 8e arrondissements | 1989     | Yves Bonnel                                                                               |       | PS diss.    |
| 6e et 8e arrondissements | 1995     | Dominique Tian                                                                            |       | UDF         |
| 6e et 8e arrondissements | 2001     | Dominique Tian                                                                            |       | DL puis UMP |
| 6e et 8e arrondissements | 2008     | Dominique Tian puis Yves Moraine (2013)                                                   |       | UMP         |
| 6e et 8e arrondissements | 2014     | Yves Moraine                                                                              |       | UMP puis LR |
| 6e et 8e arrondissements | 2020     | Pierre Benarroche (démissionne en 2023) Jean-Marc Bonnaffous (intérim) puis Olivia Fortin |       | DVG         |